# Beurs van Zocher

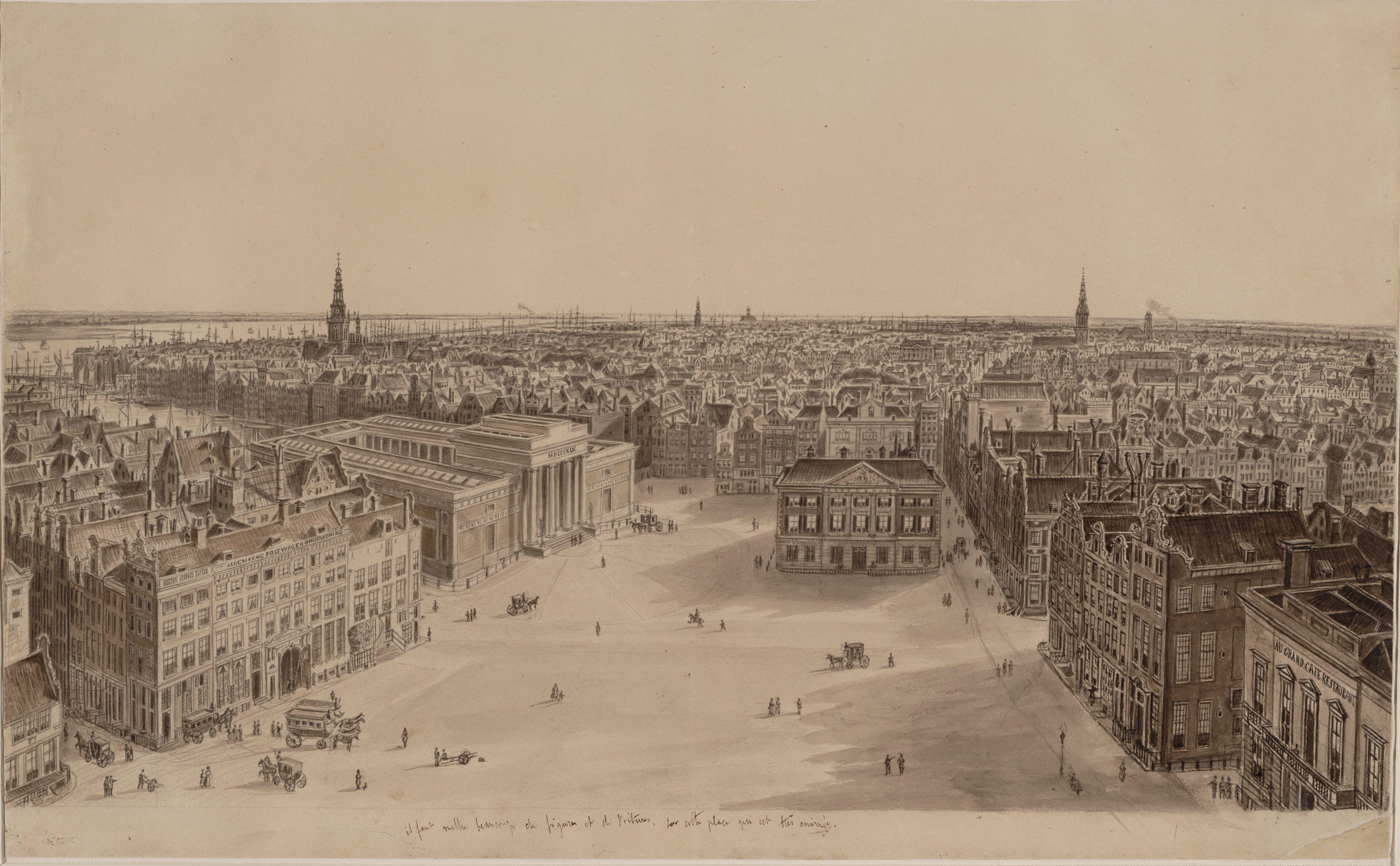
Beurs van Zocher voor overdekking binnenhof.

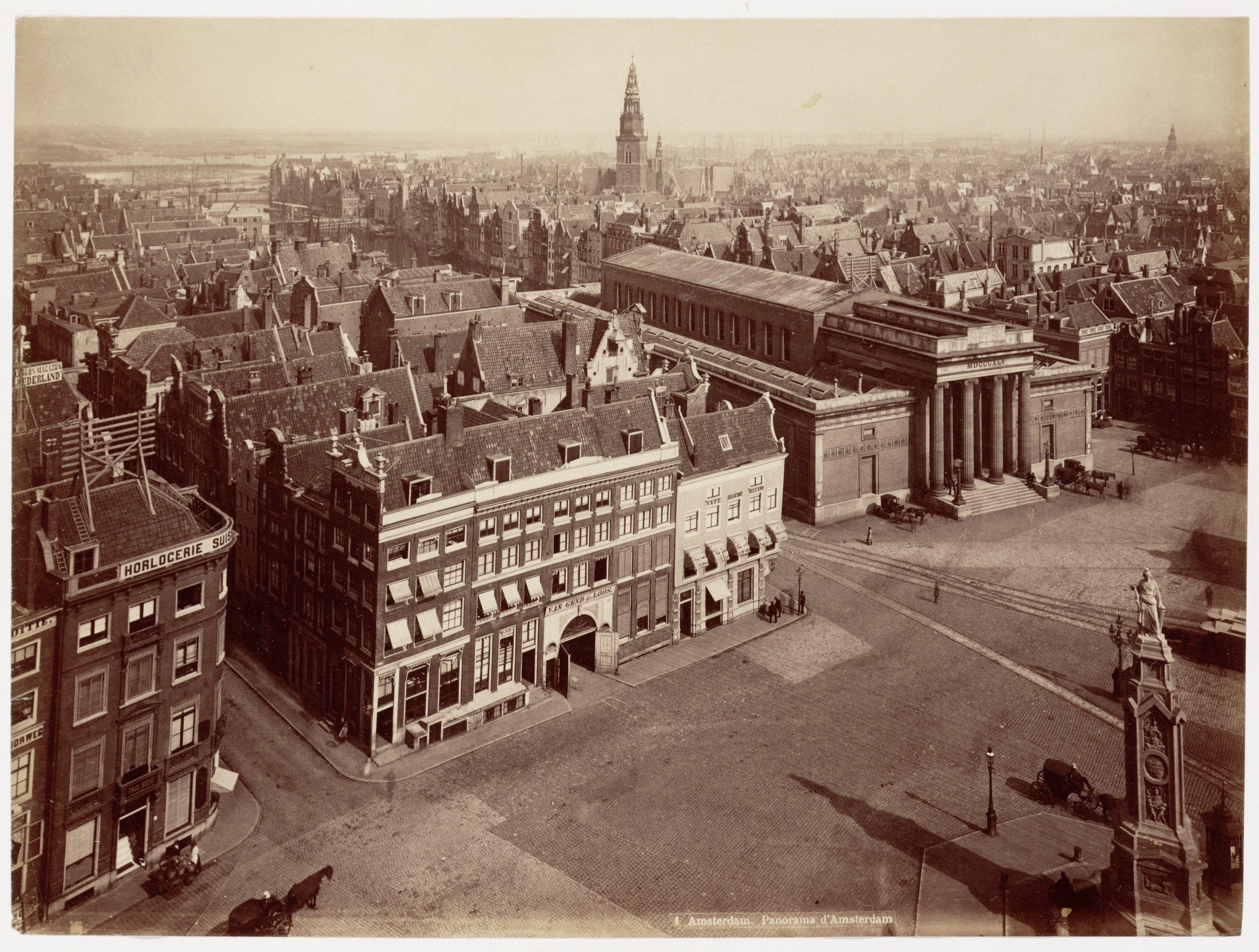
idem na overdekking binnenhof.

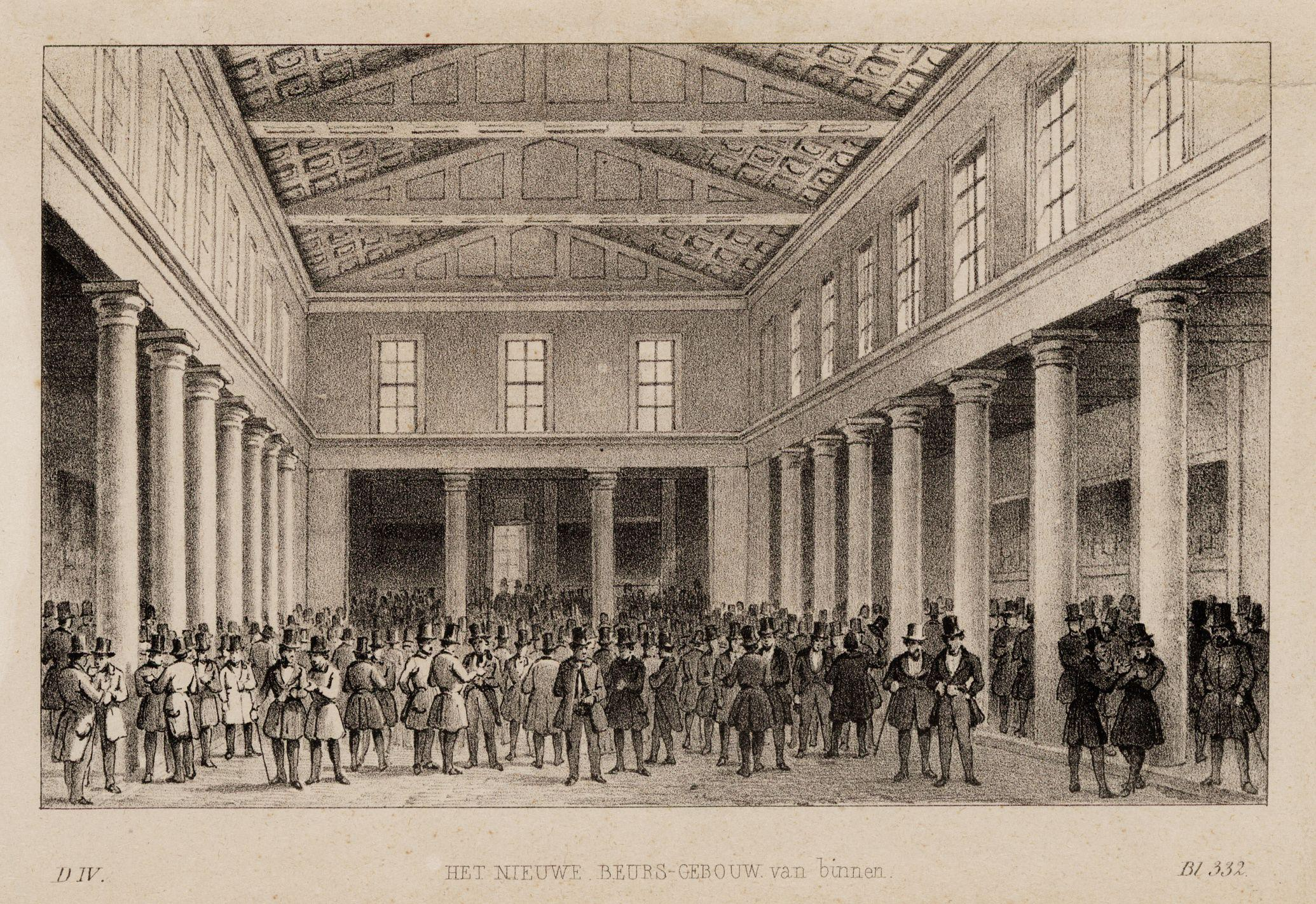
Interieur van de Beurs van Zocher, litho van Johan Conrad Greive.

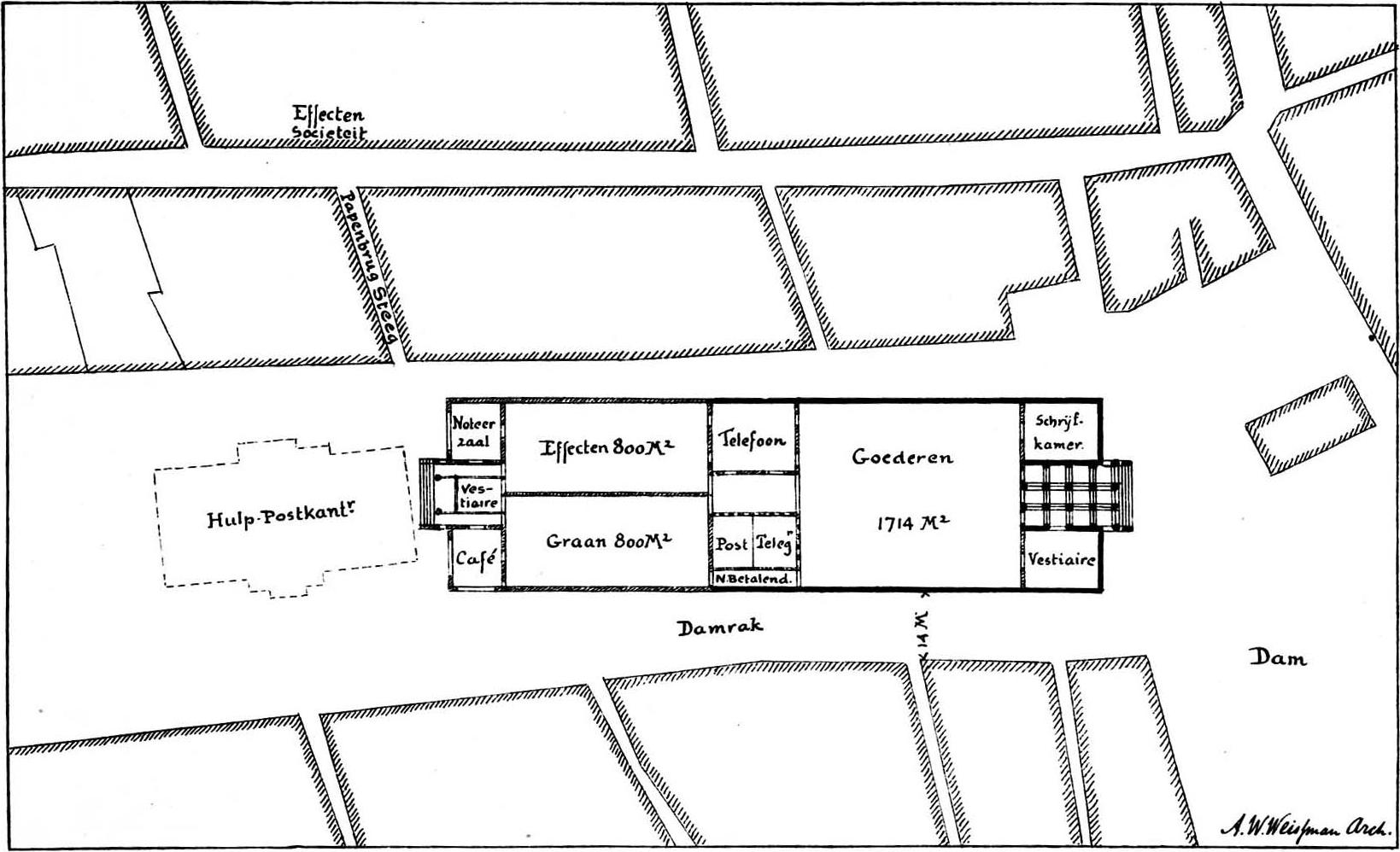
Verbouwingsplan voor de Beurs van Zocher (1894).

De Beurs van Zocher is een voormalig beursgebouw aan de Dam in Amsterdam, op de plek van de huidige Bijenkorf. De Beurs van Zocher werd tussen 1841 en 1845 gebouwd naar ontwerp van architect Jan David Zocher ter vervanging van de beurs van Hendrick de Keyser en is in 1903 gesloopt, na voltooiing van de Beurs van Berlage.

## Voorgeschiedenis
In 1835 was de vroeg-17e-eeuwse Beurs van Hendrick de Keyser zodanig verzakt dat hij onbruikbaar geworden was en uiteindelijk tussen 1836 en 1838 gesloopt moest worden. Midden op de Dam werd een houten hulpbeurs opgericht, die van 10 januari 1836 tot 10 september 1845 in gebruik was. Ondertussen werd een prijsvraag voor een nieuwe beurs uitgeschreven, die door Isaäc Warnsinck gewonnen werd. Zijn ontwerp, een ronde beurs als pendant van het Paleis op de Dam, werd echter niet uitgevoerd. Warnsinck had zich namelijk door het Colosseum in het Londense Regent's Park te kopiëren schuldig gemaakt aan plagiaat, wat onder architecten destijds een doodzonde was. Vervolgens ging Jan David Zocher er met de opdracht vandoor. Pas nadat zijn ontwerp in januari 1840 door de raad werd goedgekeurd, werd het tentoongesteld.

## Beurs van Zocher
Zochers beurs werd van 1841 tot en met 1845 gebouwd niet op de plaats van de oude beurs, op het Rokin, maar aan de noordzijde van de Dam, op het Damrak, ter plaatse van de Vismarkt. Bij de bouw waren als opzichter betrokken de architecten Godefroy en Springer en stadsarchitect van Amsterdam, Bastiaan de Greef. Op 10 september 1845 werd de nieuwe beurs geopend door koning Willem II. Hetzelfde jaar nog werd de hulpbeurs afgebroken. De vismarkt was al verhuisd naar de noordzijde van de Nieuwmarkt.
De Beurs van Zocher kwam in grote lijnen overeen met die van Hendrick de Keyser: een rechthoekig gebouw met ingang op het zuiden en een open binnenhof. Wat het uiterlijk betreft was hij echter compleet verschillend: streng neoclassicistisch met een portiek bestaande uit voor Nederlandse begrippen kolossale Ionische zuilen. Door zijn licht hellende daken zag hij er vanaf straatniveau erg rechthoekig uit. Om de zijgevels aan het Damrak en de nieuwe ontstane Beursstraat wat te verlevendigen bracht Zocher hier twee uitstulpingen aan, waarin zich trappenhuizen en kantoren bevonden. Vanwege zijn rechthoekige karakter en het grotendeels ontbreken van ramen — graan, bijvoorbeeld, werd bij voorkeur gekeurd bij indirect licht — kreeg de beurs al snel de bijnaam 'het mausoleum'.

## Kritiek en sloop
Het ontwerp viel niet bij iedereen evenveel in de smaak, maar er waren ook praktische bezwaren. Vanwege het open binnenhof en omdat de nieuwe beurs, in tegenstelling tot die van De Keyser, naar het zuidwesten gericht was, had men, vooral 's winters, vaak last van ijzige tocht. Spottend sprak men dan ook van 'het togtige wonder van Amsterdam'. In 1848, nog geen drie jaar na de opening, werd het binnenhof onder leiding van stadsarchitect De Greef overdekt.
Verdere kritiek bleef niet uit. De breedte van het Damrak op de hoek van de Dam bedroeg slechts 15 meter. Toen de beurs gebouwd werd was dit geen probleem, maar toen met Centraal Station een paardentramlijn langs het Damrak aangelegd werd, ging dat maar net. De uitstulping aan de zijkant werd nu echter als zeer hinderlijk ondervonden en kreeg de bijnaam 'de puist'. Bovendien nam de welvaart na omstreeks 1870 steeds meer toe, waardoor de beurs nu ook te klein was geworden. Er gingen steeds meer stemmen op de 'sta-in-den-weg', zoals men de beurs ook noemde, te slopen.
Dit leidde tot de zogenaamde 'beurskwestie' (zie Beurs van Berlage), waarvoor de gemeente in 1884 een internationale architectuurprijsvraag uitschreef, maar waarover de raad het niet eens werd. Even leek het erop dat het gebouw toch behouden zou worden. De stadsarchitect van Amsterdam, Adriaan Willem Weissman, ontwierp in 1894 een verbouwingsplan waarbij hij de 'puisten' verwijderde en een effecten- en graanbeurs aan de noordzijde toevoegde. Dit plan, slechts 25% van de kosten van een geheel nieuwe beurs, werd echter niet uitgevoerd, maar diende later wel als plattegrond voor de Beurs van Berlage, die in 1903 voltooid werd. Dat jaar nog werd de Beurs van Zocher gesloopt. Omstreeks 1912 werd hier een tijdelijk houten onderkomen van De Bijenkorf gebouwd, dat in 1915 werd vervangen door het iets zuidelijker gelegen huidige gebouw van J.A. van Straaten en B.A. Lubbers gebouwd tussen 1912 en 1915.

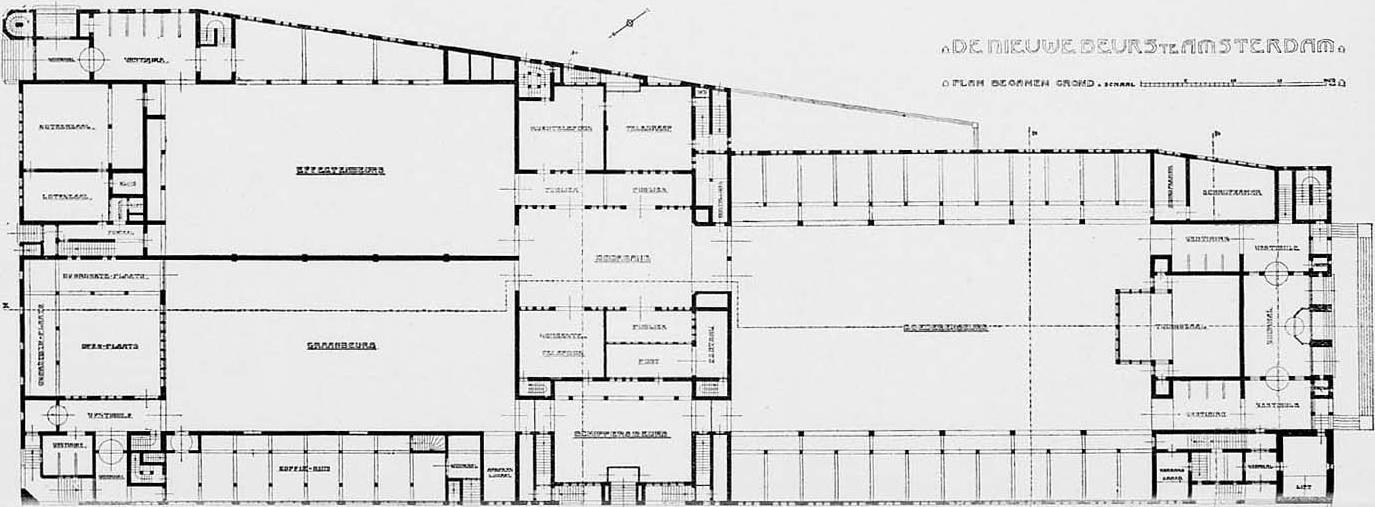
Beurs van Berlage, plattegrond. 1898.

## Trivia
Toen de beurs nog bestond werd het spottend een ingang zonder gebouw genoemd terwijl het Paleis op de Dam een gebouw zonder ingang werd genoemd.